# Góra Statkowa
Góra Statkowa (344 m) – wzniesienie w miejscowości Olsztyn w województwie śląskim, w powiecie częstochowskim. Znajduje się po wschodniej stronie Zamku w Olsztynie na północno-wschodnim końcu skalnego grzbietu ze skałami Grupy Dziewicy. W fizycznogeograficznej regionalizacji Polski znajduje się w mikroregionie Wyżyna Mirowsko-Olsztyńska będącym częścią Wyżyny Częstochowskiej.
Na zdjęciach lotniczych mapy Geoportalu widać, że Góra Statkowa była bezleśna, okryta polami uprawnymi. Po zaprzestaniu jej rolniczego wykorzystywania stała się nieużytkiem. Porasta ją trawiasta roślinność i stopniowo rozprzestrzeniające się krzewy i drzewa. Przyczyną zaprzestania jej rolniczego wykorzystywania była bardzo niska jakość gleb charakterystyczna dla wielu rejonów Wyżyny Częstochowskiej.